# Château du Bouffay
 (novembre 2011).
Si vous disposez d'ouvrages ou d'articles de référence ou si vous connaissez des sites web de qualité traitant du thème abordé ici, merci de compléter l'article en donnant les références utiles à sa vérifiabilité et en les liant à la section « Notes et références ».
Pour les articles homonymes, voir Bouffay.
Le château du Bouffay est un ancien château aujourd'hui disparu construit à Nantes, dans le quartier Bouffay (centre-ville). 

## Historique

### Époque gallo-romaine
La présence d'une fortification gallo-romaine sur ce site est évoquée au début du 20e siècle. L'érection aurait débuté en 276 lorsque l'empereur romain Tacite construit l'enceinte gallo-romaine de Nantes. Au cours du IIIe siècle, la Ville de Nantes comme une bonne partie de la Gaule est harcelée non seulement par les envahisseurs Frisons et Saxons mais aussi par les Bagaudes. C'est pourquoi Tacite décide que tous les centres urbains de la région devront se doter de fortifications. 
L'enceinte gallo-romaine s'étend du quartier Bouffay jusqu'à l'actuelle porte Saint-Pierre. Il existe aux archives municipales de Nantes un document attestant de la présence d'une tour dans l'enceinte à l'emplacement de l'actuel château des ducs de Bretagne[réf. nécessaire]. Cette tour, rénovée et rehaussée par Alain Barbetorte, est à l'origine du château de la Tour-Neuve. Cette enceinte est dès lors le centre de la vie politique du pays : la monnaie y est frappée, les conseils menés et la justice rendue.

### Époque médiévale
Le château du Bouffay à proprement parler a été construit au cours de Xe siècle par Conan le Tort et Alain Barbetorte qui haussa en hâte des remparts après le pillage de Nantes par les Vikings. Il s'agit alors d'un château qui défend la ville et son souverain jusqu'au XIIe siècle, lorsque le château de la Tour-Neuve est érigé.
Bâti à l'extrémité sud-ouest du cœur historique de la cité formé par le quartier du Bouffay, à proximité de l'ancienne confluence de la Loire avec l'Erdre (entre son ancienne cour devenue la place du Bouffay à l'est, l'allée de la Tremperie au sud, la rue de la Paix à l'ouest et la rue du Bouffay au nord) le palais comtal, que l'on désignera par le nom de « château du Bouffay », est d'abord érigé semble-t-il en bois.
Le nom de « Bouffay » apparait d'ailleurs à cette époque et les documents anciens relatent au fil du temps des graphies diverses comme Bouffaio, Bouffedio, Bufeto, Boffredum ou Bufetum, mais aucun d'entre eux ne permet d'en donner une étymologie satisfaisante.

### Époque moderne
Le château gardera sa fonction jusqu'à la construction du château des ducs de Bretagne, abritant en son sein la fameuse prison du Bouffay à partir de 1467, puis le duc François II y installe dix ans plus tard un office de sénéchaussée devenant ainsi le siège de l'administration municipale. En 1551 il devient palais de justice avec l'ajout par le roi Henri II d'un présidial, puis garde cette fonction judiciaire en accueillant le Tribunal révolutionnaire durant la Révolution. À la fin du XVIIIe siècle, la prison du Bouffay sert aussi de « dépôt des Noirs », lieu de rétention des esclaves dont l'autorisation de résidence en France est terminée ou manquante,.
Le château apparait sur un plan établi en 1716 ; il sera rasé lors des travaux d'urbanisme en 1843. Seule sa tour à horloge nord, baptisée « tour du Bouffay », une construction de forme polygonale, couverte par une galerie à jour et un dôme, située à intersection de la rue du Bouffay et de la rue Belle-Image, reconstruite en 1664 et surmontée d'un beffroi à l'occasion subsista jusqu'en 1848.
L'église Sainte-Croix qui lui était mitoyenne faisait office de chapelle du château. Son clocher érigé en 1860, fut coiffée par le beffroi de la tour du Bouffay.

## Événements
C'est vers 992-993, que l'on y découvre un crâne qui semble être celui de Paul Aurélien,.
En 1343, Olivier IV de Clisson est condamné à la décapitation pour félonie par le roi de France, Philippe VI. Son exécution a lieu aux Halles à Paris, et sa tête est envoyée à Nantes où elle fut, pour certain auteur, exposée au bout d'une lance du haut d'un créneau du château. C'est de là que sa femme, Jeanne de Belleville, jura de se venger.

## Illustrations

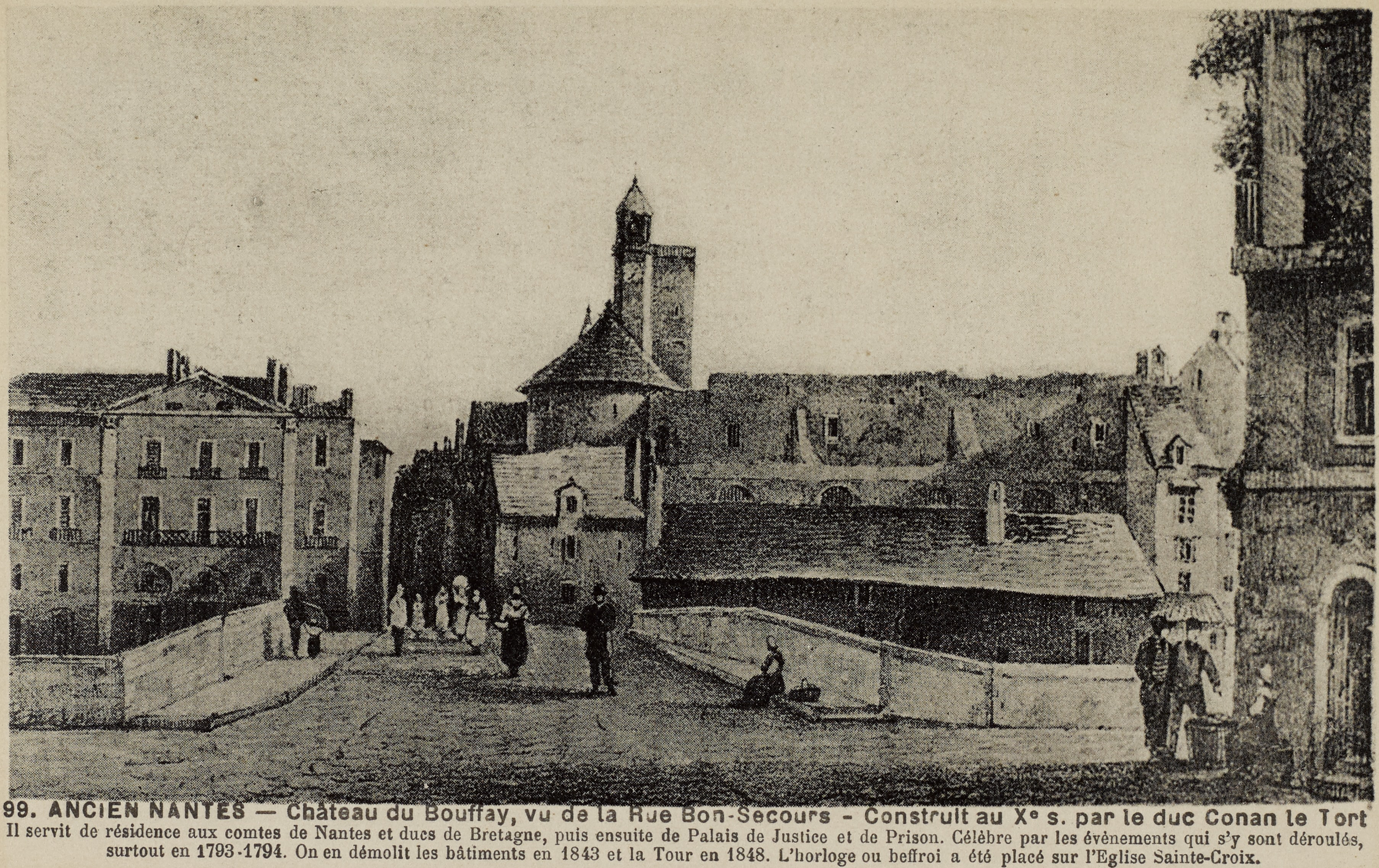
Le château du Bouffay, vu de la rue Bon-Secours.
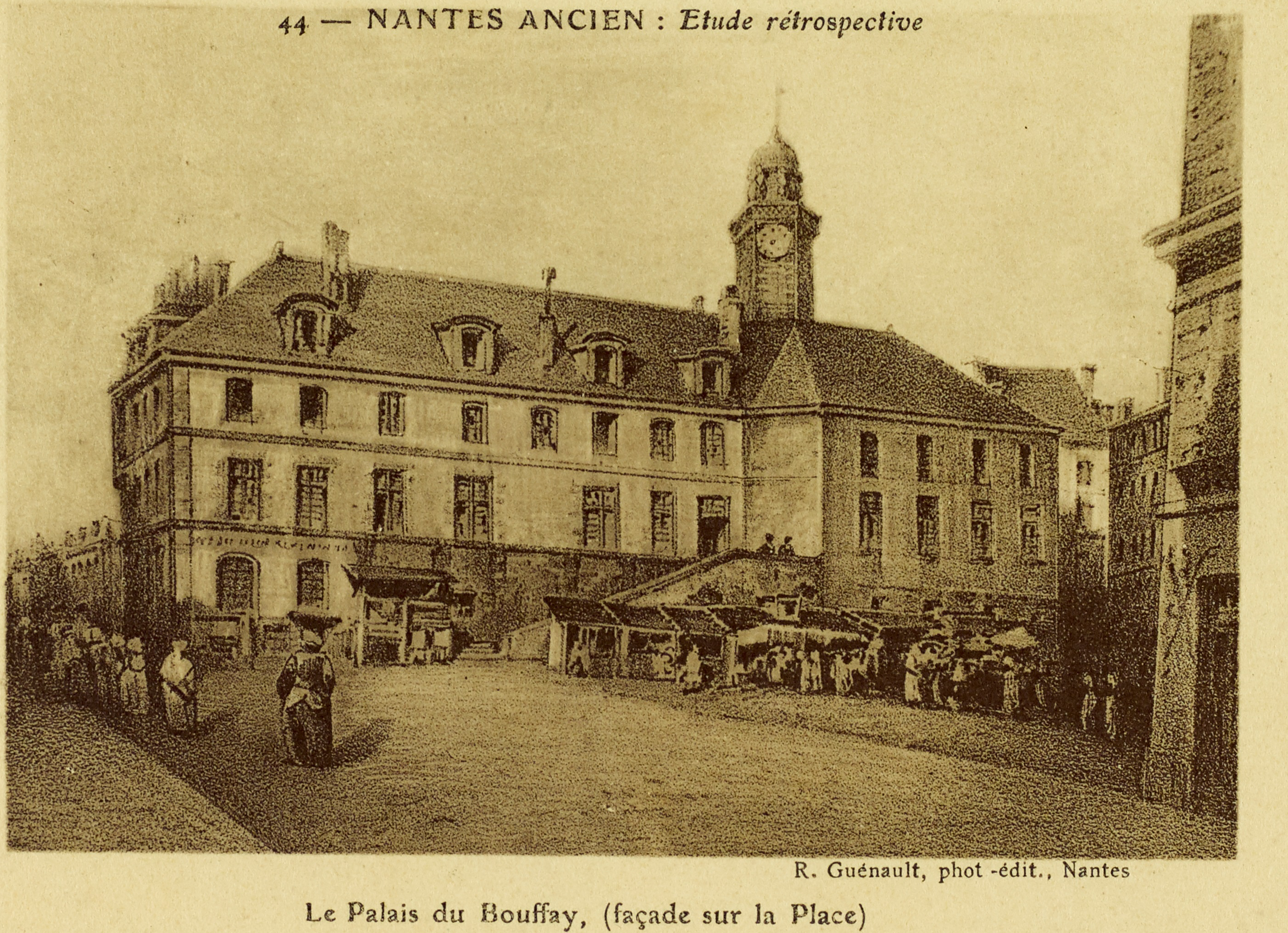
Le palais du Bouffay, façade sur la place.
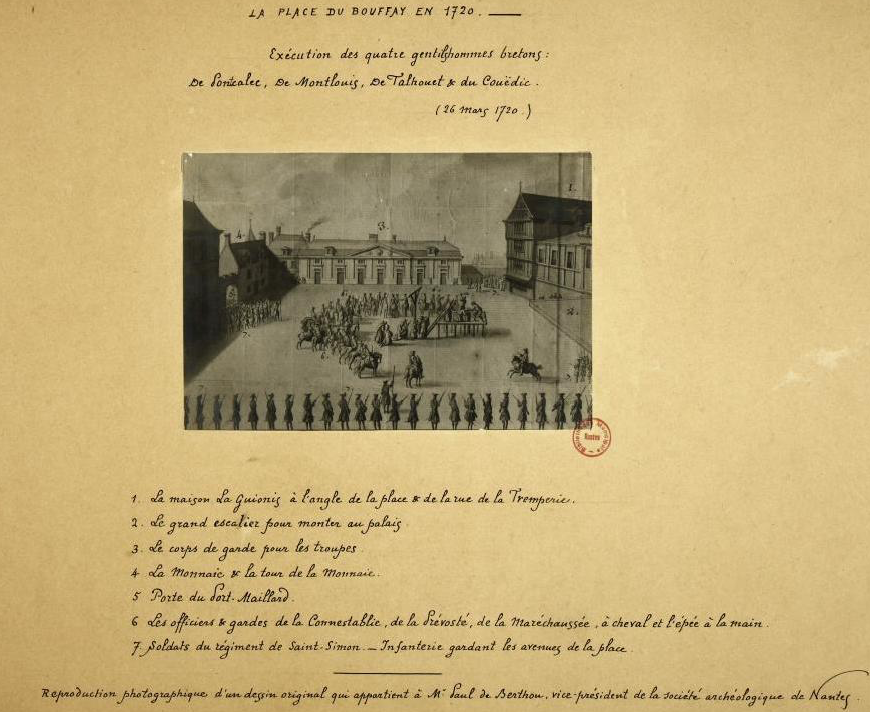
Exécution de Pontcallec, Montlouis, Talhouet et du Couëdic, au Bouffay, dans le cadre de la Conspiration de Pontcallec (1720).